# Lucho Silva
Luis Silva Parra, más conocido como Lucho Silva (Guayaquil, Ecuador, 9 de febrero de 1931-30 de diciembre de 2015) fue un saxofonista ecuatoriano de jazz y el primero del país.

## Biografía
Silva nació en Guayaquil el 9 de febrero de 1931 y su padre Fermín Silva de La Torre, fue violinista y director de orquesta. A los 12 años acompañaba a su padre a matrimonios donde tocaba el clarinete , pero al ver que no lo motivaba mucho este instrumento se inclinó por la pintura y armaba con palos algo similar a un saxofón con lo que hacía música. Su padre al ver el interés de su hijo y además que solía dibujar saxofones, lo matriculó en la academia Santa Cecilia que pertenecía a la Sociedad Filantrópica del Guayas, donde por cuestiones de trabajo se mantuvo hasta el tercer año. A los 13 tomó clases con el maestro Bolívar Claverol y a los 15 tocó en la orquesta Costa Rica Swing Boys, y después de alquilar saxofones para sus presentaciones, logra comprar su primer saxofón e integró las orquestas de Blacio Jr. y la Sonora Rubén Lema. Fue cantante y flautista en Los Cuatro, y también formó parte de De Luxe, en el conjunto Los Hermanos Silva (con sus hermanos) y en Los Gatos. También fue "lagartero", nombre con el que se los denominaba a los músicos que paraban en las calles Quito y Clemente Ballén de Guayaquil, alquilando sus servicios musicales para serenatas. En 1983 toca el tema intro del programa La Televisión del conductor Freddy Ehlers una melodía jazz con el saxofón.
El 30 de diciembre de 2015, falleció de cáncer al hígado, luego de que fuese diagnosticado en el hospital Solca el mes de noviembre.

## Premio
Recibió distinciones a lo largo de su vida, como la mención de honor del Sindicato Nacional de Músicos.
En 2012, el gobierno de la República del  Ecuador le otorgó el Premio Nacional “Eugenio Espejo”, en reconocimiento a sus ”creaciones, realizaciones o actividades a favor de la cultura o de las artes”.